# Cardiocondyla jacquemini
Cardiocondyla jacquemini är en myrart som beskrevs av Bernard 1953. Cardiocondyla jacquemini ingår i släktet Cardiocondyla och familjen myror. Inga underarter finns listade.